# Panagiōtīs Provatopoulos
Panagiōtīs Provatopoulos (in greco Παναγιώτης Προβατόπουλος?; Smirne, 1914 – ...) è stato un nuotatore e pallanuotista greco.

## Biografia
Ha rappresentato la Grecia ai Giochi olimpici estivi di Berlino 1936 nella gara della Staffetta 4x200m sl, ed ai Giochi olimpici estivi di Londra 1948 nel torneo di pallanuoto.